# Kenneth Noland
Kenneth Noland, né le 10 avril 1924 à Asheville (Caroline du Nord) et mort le 5 janvier 2010, est un peintre et un sculpteur américain. 

## Biographie
Il étudie d'abord au Black Mountain College, puis à Paris à l'école de sculpture Zadkine. Dans l'atelier de Helen Frankenthaler, il découvre la possibilité de faire  la couleur dans la toile crue.
Jackson Pollock jette la couleur sur la toile crue dès 1952 ; il est suivi par Helen Frankenthaler, Morris Louis et Kenneth Noland . La couleur pénètre dans la toile, la toile devient peinture et écarte la troisième dimension. Kenneth Noland travaille par séries et utilise la technique du staining sur d'immenses formats. Il use de la couleur pure et recherche des effets optiques. Ses premières Abstractions chromatiques sont des cercles emboîtés (série des Cibles 1958-1962). 
En 1962, ses géométries deviennent losanges ou chevrons. C'est une réflexion sur la symétrie des formes. 
En 1965, il applique les Bandes horizontales (parallèles et de différentes largeurs) sur des fonds unis puis les entrecroise dans la série des Plaid Pictures. Il découpe aussi des toiles dont la forme coïncide avec le motif pour qu'elles deviennent peintures-sculptures minimales. Il devient l'un des principaux représentants de l'« art minimaliste ». 
Il vivait et travaillait à New York et meurt à Port Clyde, d'un cancer, à l'âge de 85 ans.

## Œuvres
- 1960 : Provence, au Musée Ludwig, à Cologne.
- 1964 : Shoot, au Smithsonian American art museum à Washington DC.
- 1967 : Shadow Line / Ligne d'ombre, au Musée Ludwig, à Cologne.
- Green Dolphin, à la Kunsthalle de Bielefeld.